# Igreja de São Pedro e São Paulo (Cairo)

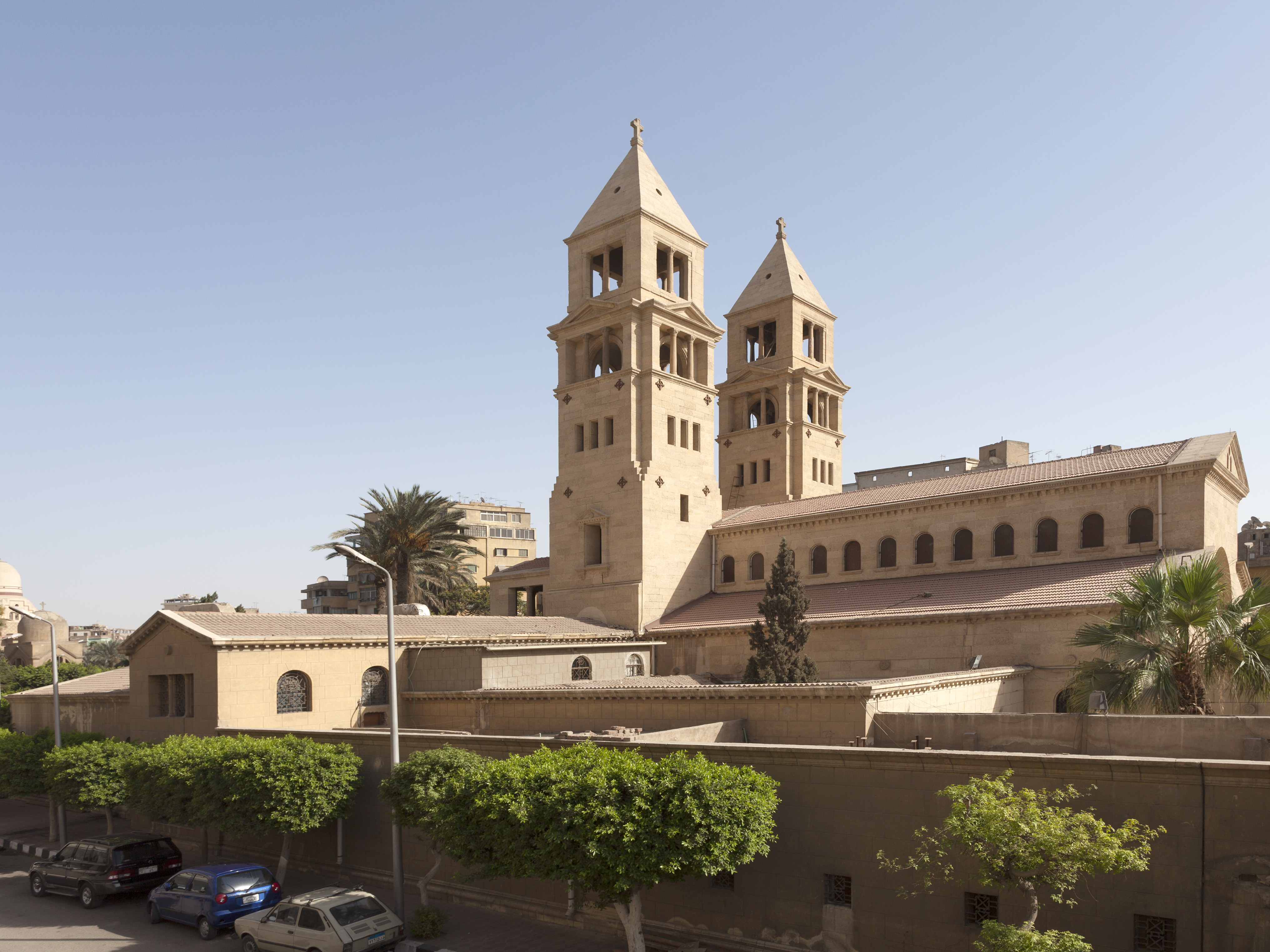
A igreja em 2010

Igreja de São Pedro e São Paulo, comumente conhecida como El-Botroseya e também conhecida como a Igreja de Petrine, é uma pequena igreja copta ortodoxa localizada nas proximidades da Catedral Ortodoxa Copta de São Marcos, a sede do Papa da Igreja Ortodoxa Copta de Alexandria, no distrito de Abbassia, no Cairo, capital do Egito. Ela foi construída em 1911 sobre a tumba do primeiro-ministro egípcio Boutros Ghali.

## História
A igreja foi construída em 1911 sobre o túmulo de Boutros Ghali, primeiro-ministro do Egito desde 1908 até seu assassinato em 1910. Seu processo de construção foi supervisionado pela família de Ghali. Seu neto, Boutros Boutros-Ghali, sexto Secretário-Geral das Nações Unidas e ex-ministro egípcio das Relações Exteriores, também foi enterrado na cripta sob o altar em fevereiro de 2016. Originalmente chamada de Igreja de São Pedro e São Paulo tornou-se conhecida ao longo dos anos como a Igreja Botroseya, a primeira igreja a ser nomeada em homenagem a uma família política.
Em 11 de dezembro de 2016, um homem-bomba suicida explodiu na igreja, matando até 25 pessoas, principalmente mulheres e crianças, e ferindo muitos outros.